# Archimède (1909)
Archimède (Q73) – francuski oceaniczny okręt podwodny z okresu I wojny światowej. Został zwodowany 4 sierpnia 1909 roku w stoczni Arsenal de Cherbourg, a do służby w Marine nationale wszedł we wrześniu 1911 roku. Początkowo operował na wodach kanału La Manche i Atlantyku, a podczas wojny pływał na Morzu Północnym i Adriatyku, gdzie zatopił cztery austro-węgierskie transportowce. Jednostka została skreślona z listy floty w listopadzie 1919 roku.

## Projekt i budowa
„Archimède” zamówiony został na podstawie programu rozbudowy floty francuskiej z 1906 roku. Jednostkę zaprojektował inż. Julien Hutter, powiększając rozmiary stworzonego przez inż. Maxime’a Laubeufa projektu Pluviôse. Oprócz zwiększonej wyporności, na okręcie zainstalowano mocniejszy napęd.
„Archimède” zbudowany został w Arsenale w Cherbourgu. Stępkę okrętu położono w styczniu 1908 roku, został zwodowany 4 sierpnia 1909 roku, a do służby przyjęto go we wrześniu 1911 roku. Okrętowi nadano nazwę na cześć wybitnego greckiego filozofa i matematyka – Archimedesa. Jednostka otrzymała numer burtowy Q73.

## Dane taktyczno–techniczne
„Archimède” był średniej wielkości oceanicznym okrętem podwodnym o konstrukcji dwukadłubowej. Długość całkowita wynosiła 60,5 metra, szerokość 5,6 metra i zanurzenie 4,1 metra. Wyporność w położeniu nawodnym wynosiła 598 ton, a w zanurzeniu 810,5 tony. Jednostka posiadała trzy stery głębokości i jeden kierunku. Okręt napędzany był na powierzchni przez dwie maszyny parowe potrójnego rozprężania o łącznej mocy 1700 koni mechanicznych (KM), do których parę dostarczały dwa kotły du Temple. Napęd podwodny zapewniały dwa silniki elektryczne o łącznej mocy 1230 KM. Dwuśrubowy układ napędowy pozwalał osiągnąć prędkość 14,92 węzła na powierzchni i 10,95 węzła w zanurzeniu. Zasięg wynosił 1160 Mm przy prędkości 10 węzłów (lub 680 Mm przy prędkości 15 węzłów) w położeniu nawodnym oraz 100 Mm przy prędkości 4,5 węzła pod wodą. Dopuszczalna głębokość zanurzenia wynosiła 40 metrów.
Okręt wyposażony był w siedem wyrzutni torped kalibru 450 mm: jedną wewnętrzną na dziobie, cztery zewnętrzne systemu Drzewieckiego oraz dwie zewnętrzne po obu stronach kiosku, z łącznym zapasem 8 torped model 1904.
Załoga okrętu składała się z 26 oficerów, podoficerów i marynarzy.

## Służba
„Archimède” początkowo pełnił służbę na wodach kanału La Manche i Atlantyku. W połowie 1915 roku okręt stacjonował w Harwich, operując na Morzu Północnym wraz z brytyjskimi okrętami podwodnymi. Następnie jednostkę przeniesiono na Adriatyk, gdzie pływał do zakończenia wojny. 9 maja 1916 roku jego ofiarą padł austro-węgierski transportowiec „Dubrovnik”, a trzy dni później jego los podzielił „Albanien”. Okręt został skreślony z listy floty 12 listopada 1919 roku.